# 万寿新田
万寿新田（まんじゅしんでん）は、かつて岐阜県海津郡に存在した村である。
現在の海津市海津町万寿新田に該当する。
村名は、かつてこの地にあった「満中池」を埋め立てて開墾した新田であることに由来する。
発足時は下石津郡の村であったが、郡制施行後、海津郡の村となっている。

## 歴史
- 慶長年間に万寿新田が開墾される。
- 1720年（享保5年） - 地震により壊滅。
- 1722年（享保7年） - 再度開墾を始める。
- 1732年（享保17年） - 万寿新田が復興する。この頃、福江村の枝村となる。
- 1868年（明治元年） - 福江村から分立する。
- 1889年（明治22年）7月1日 - 町村制により、万寿新田が発足。
- 1897年（明治30年）4月1日[1] - 郡制に基づき、下石津郡、海西郡と安八郡の一部が合併し、海津郡になる。当村は海津郡の村となる。
- 1897年（明治30年）4月1日 - 分割され、万寿新田は廃止。
  - 大江川より西の地域は、稲山村、安田村、安田新田、沼新田、本阿弥新田、帆引新田、深浜村と合併し、西江村発足。
  - 大江川より東の地域は、福江村、金廻村、油島村、古中島村、外浜村、森下村、石亀村と合併し、大江村発足。